# Erhard Egidi
Erhard Egidi (* 23. April 1929 in Rheinsberg; † 8. September 2014 in Hannover) war ein deutscher Kirchenmusiker. Er war von 1972 bis 1991 Kantor der Neustädter Kirche in Hannover.

## Leben
Er stammt aus der Familie Egidi und studierte an der Spandauer Kirchenmusikschule bei Gottfried Grote, Ernst Pepping und Herbert Schulze. Er war von 1954 bis 1972 Kantor an St. Lamberti, Hildesheim.

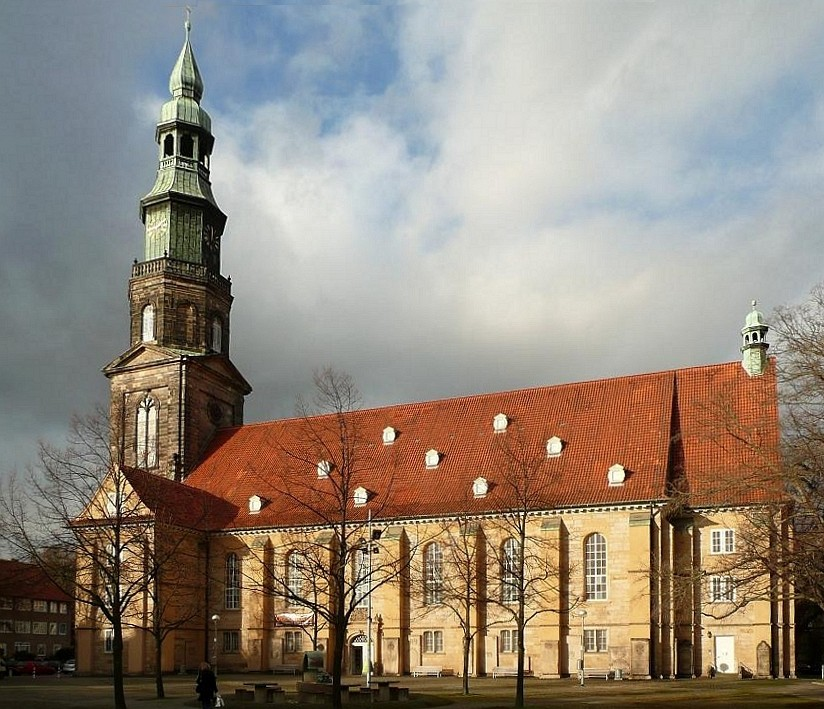
Neustädter Kirche, Hannover, 2009

Ab 1972 war er Kantor an der Neustädter Kirche und wurde später zum Kirchenmusikdirektor ernannt. In seinem ersten Konzert mit der Kantorei St. Johannis dirigierte er Bachs Missa in A und Mozarts Vesperae solennes de Confessore. Er spielte Konzerte für Tasteninstrumente, zum Beispiel Bachs Goldberg-Variationen auf dem Cembalo, Musik für Clavichord wie eine Sonata von Friedrich Wilhelm Rust, und Bachs Clavier-Übung III mit seiner Frau Maria an zwei Orgeln. Jeden Herbst unternahm er mit dem Chor eine Konzertreise mit einem A-cappella-Programm. 1980 gab er ein Konzert in der Marktkirche in Wiesbaden, mit Leonhard Lechners Motette Ach Gott, Dir tu ich klagen, Bachs Motette Der Geist hilft unser Schwachheit auf und Peppings Missa Dona nobis pacem. Weitere Reiseziele waren unter anderem Kopenhagen (1972), Paris (1973), Straßburg (1979) und Vaduz (1987), vor allem aber kleine Städte ohne Chöre.
Egidi gründete das Kammerorchester St. Johannis, das überwiegend aus Lehrenden und Studierenden der Musikhochschule Hannover bestand, zur Mitwirkung in Chorkonzerten und für eigene Konzerte. Am 11. Juni 1983 leitete er Bachs h-Moll-Messe für den Kirchentag. 1986 führte er Strawinskis Canticum sacrum und Ein deutsches Requiem von Brahms zusammen auf, 1988 dirigierte er Strawinskis Cantata mit Mozarts Großer Messe in c-Moll. Im November 1990 führte er die Trauermusik des ersten Organisten der Neustädter Kirche, Johann Anton Coberg, auf, die 300 Jahre verschollen gewesen war.  Er stellte aus der wiedergefundenen Partitur Aufführungsmaterial her und verband die Musik im Konzert am 25. November 1990 mit Bachs Motette Komm, Jesu, komm, seiner Kantate Wachet auf, ruft uns die Stimme, BWV 140, und Strawinskis Psalmensymphonie. Im letzten Chorkonzert vor dem Ruhestand dirigierte Egidi 1991 Bachs Matthäuspassion, mit Dantes Diwiak als Evangelist, Anselm Richter als Vox Christi, Monika Frimmer, Ralf Popken und Joachim Gebhardt. Die Besprechung von Hugo Thielen betonte dramatischen Elan und eine konzentrierte Leistung.
Egidi komponierte Chorwerke für den Gottesdienst, von denen einige im Carus-Verlag erschienen.